# Лонтра
Лонтра (Lontra) — рід хижих ссавців з родини Мустелові (Mustelidae), представник підродини Видрові (Lutrinae).

## Назва
італ. Lontre - «видра».

## Систематика

### Родинні стосунки з іншими родами
Лонтра (Lontra) — один з семи родів підродини видрові (Lutrinae), до якого також відносять Aonyx, Amblonyx, Pteronura, Lutra, Enhydra, Lutrogale. 
Певний час лонтр розглядали у складі роду Видра (Lutra).

### Видовий склад
у складі роду — 4 види:
- Lontra canadensis — Лонтра канадська
- Lontra felina — Лонтра котяча
- Lontra longicaudis — Лонтра довгохвоста
- Lontra provocax — Лонтра південна.

## Морфологія
Морфометрія. Голова і тіло довжиною 460-820 мм, хвіст довжиною 300-570 мм, а вага становить 5-15 кг. Самці в середньому більші за самиць. 
Опис. Верхні частини тіла пофарбовані в різні відтінки коричневого, низ тіла світло-коричневий або сіруватий, а морда і горло можуть бути білуваті або сріблясто-сірі. Шерсть коротка, гладка, з густим підшерстям. Пальці перетинчасті. Проксимальна частина хвоста широка і помірно сплощене зверху вниз. Самиці мають чотири молочні залози, за винятком Lontra provocax, яка має більш ніж чотири. 

## Поведінка
Природна історія представників роду Lontra, в тому числі водні звички та грайлива поведінка, такі ж, як у роду Lutra. Проте, є деякі особливості різних аспектів екології Lontra felina. Цей вид зустрічається в основному або виключно на березі моря, хоча може заходити в прісноводні лимани та великі річки. Він залишається в межах 500 метрів від берега, в основному в області, що характеризується скелястими виходами, сильними хвилюваннями моря, і сильними вітрами. L. felina знаходить притулки в печерах, які відкриваються на рівні води, він активний головним чином у другій половині дня і робить занурення по їжу тривалістю 15-45 секунд. Здобиччю для нього в основному є ракоподібні, молюски і риба. Lontra provocax також іноді зустрічається вздовж скелястого узбережжя, в той час як Lontra longicaudis залежить від постійних водотоків чи озер з достатньою прибережною рослинністю, і знаходить притулок у самостійно розкопаних норах. 
Основна соціальна група складалася з дорослої самиці і її неповнолітнього потомства. Такі сім'ї розпадаються до того, як самиця знову народжує, хоча іноді однорічне потомство пов'язане з групою. Lontra має цілий ряд вокалізації, і, як Lutra, спілкується через запахове маркування сечею, калом і виділенням анальних залоз. Максимальна тривалість життя у неволі 25 років. У дикій природі зустрічались 14-річні індивідууми.